# František Marek
František Marek (26. listopadu 1899 v Borovnici – 18. července 1971 v Praze) byl český architekt.

## Životopis
Vyučil se sice zednictví, avšak poté absolvoval střední průmyslovou školu stavební a v letech 1922–1926 studoval na Akademii výtvarných umění v Praze, kde ho vedl český architekt Josef Gočár. Aktivně působil též ve Spolku výtvarných umělců Mánes.
V roce 1948 se účastnil uměleckých soutěží v kategorii architektonický návrh na Olympijských hrách v Londýně, kde za pražskou sokolovnu získal čestné uznání.

## Dílo
realizace
- radnice v Horažďovicích (1925–1927)
- továrna a obytný dům, Střížkovská čp. 50, Praha - Střížkov[6] (1931–1932)
- Šretrova restaurace v Riegrových sadech na Vinohradech v Praze[7] Riegrovy sady čp. 28/XII., Praha – Vinohrady (1931–1933)
- Dům „U staré paní“ (spoluautor F. Dittrich), Michalská čp. 441/I., Praha – Staré Město (1933–1934)
- nájemní dům Na Bašce, U Vodárny, Vinohradská čp. 878/XII., Praha – Vinohrady (1934)
- rodinný dům, Pivoňková čp. 1950, Praha – Záběhlice (1936–1938)[8]
- Vinohradská sokolovna, (spoluautor V. Vejrych), Polská čp. 2400/XII., Praha – Vinohrady (1936–1941)
- divadlo Archa v Praze[9], (spoluautor V. Starec), Na Poříčí čp. 1047/II., Praha – Nové Město (1937–1939)
- činžovní trojdům, Karafiátová čp. 2310 - 2312, Praha – Záběhlice Zahradní Město[8] (1939–1940)
- kancelářská budova, Řásnovka čp. 770/I., Praha – Staré Město[10] (1941 – 1950)
- poválečná obnova Lidic[11] - centrum s radnicí, kulturním domem a obchody, škola, rodinné domy (spoluautoři Václav Hilský, Richard Podzemný, Antonín Tenzer), Lidice (1946)
- sídliště (spoluautorství), Horňátecká, Praha 8 – Kobylisy (1948)
- Základní škola (SUPRO), Jakutská 2, Praha 10 – Vršovice (1955–1956)
- pavilon slonů, Zoo Praha, projekt 1960 (otevřeno 1971)

návrhy
- 1931 Soutěžní návrh na civilní letiště v Praze Ruzyni, spolu s Otakarem Novotným

## Galerie

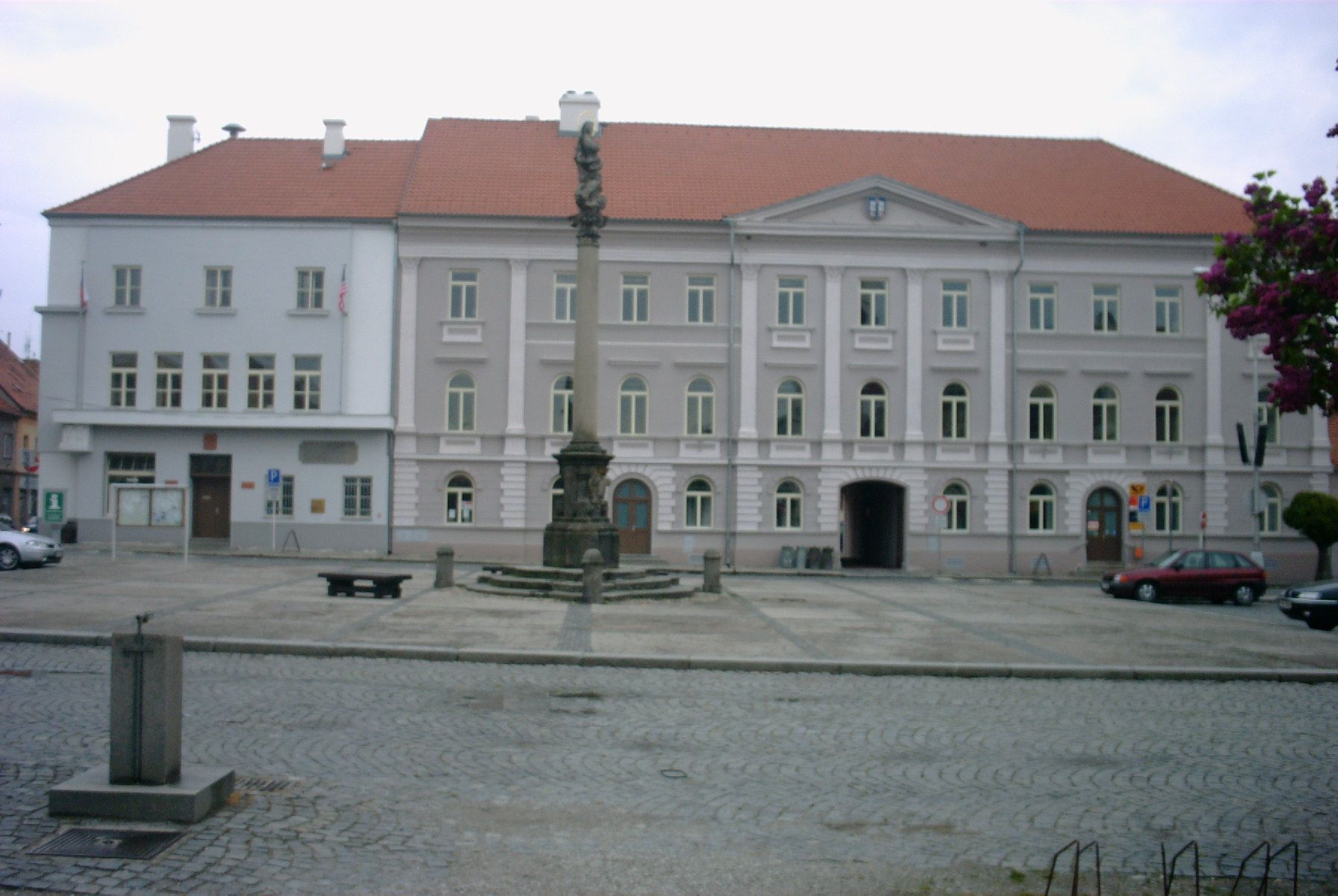
Radnice v Horažďovicích
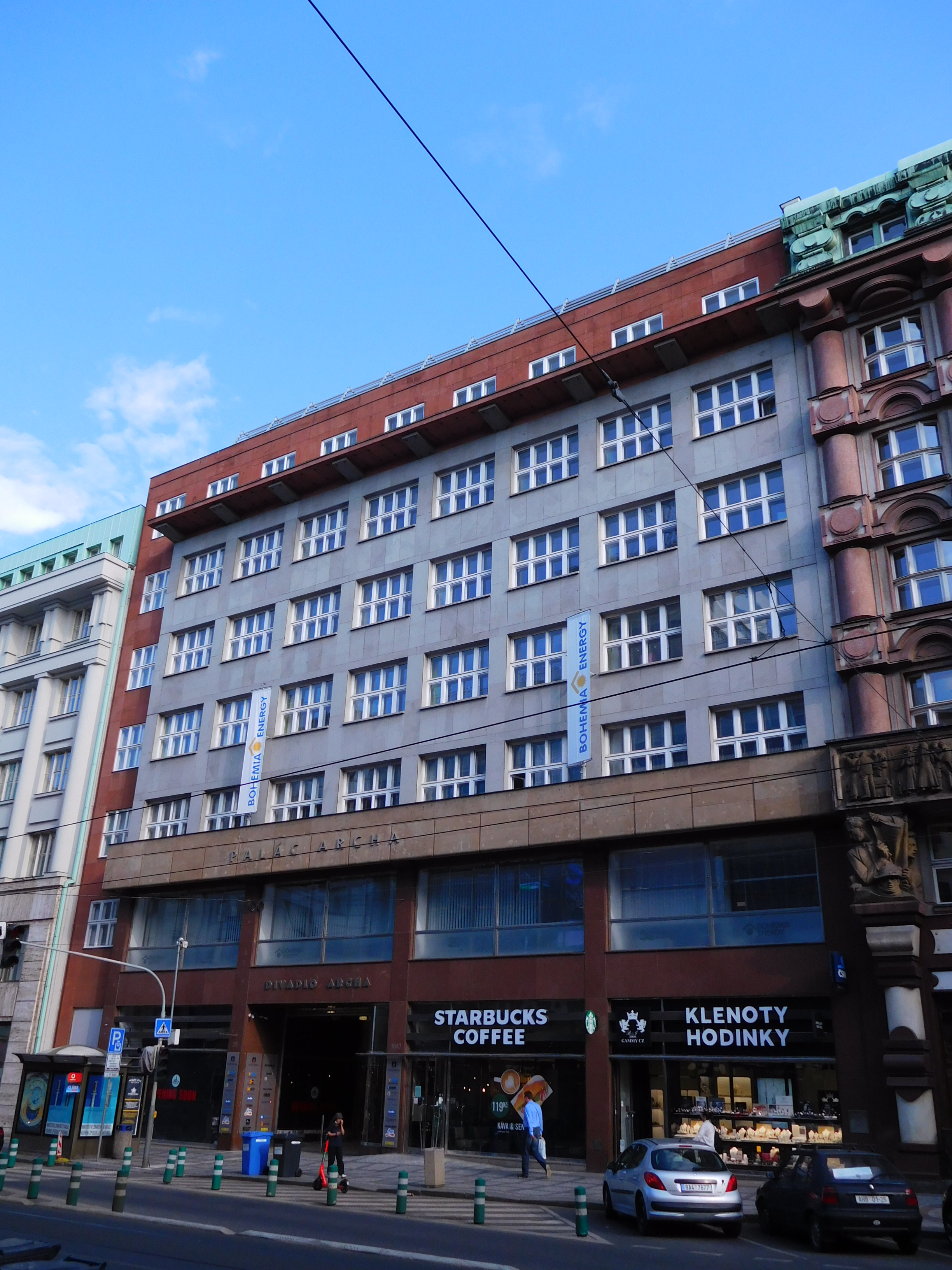
Palác Archa, Na poříčí 26, Praha
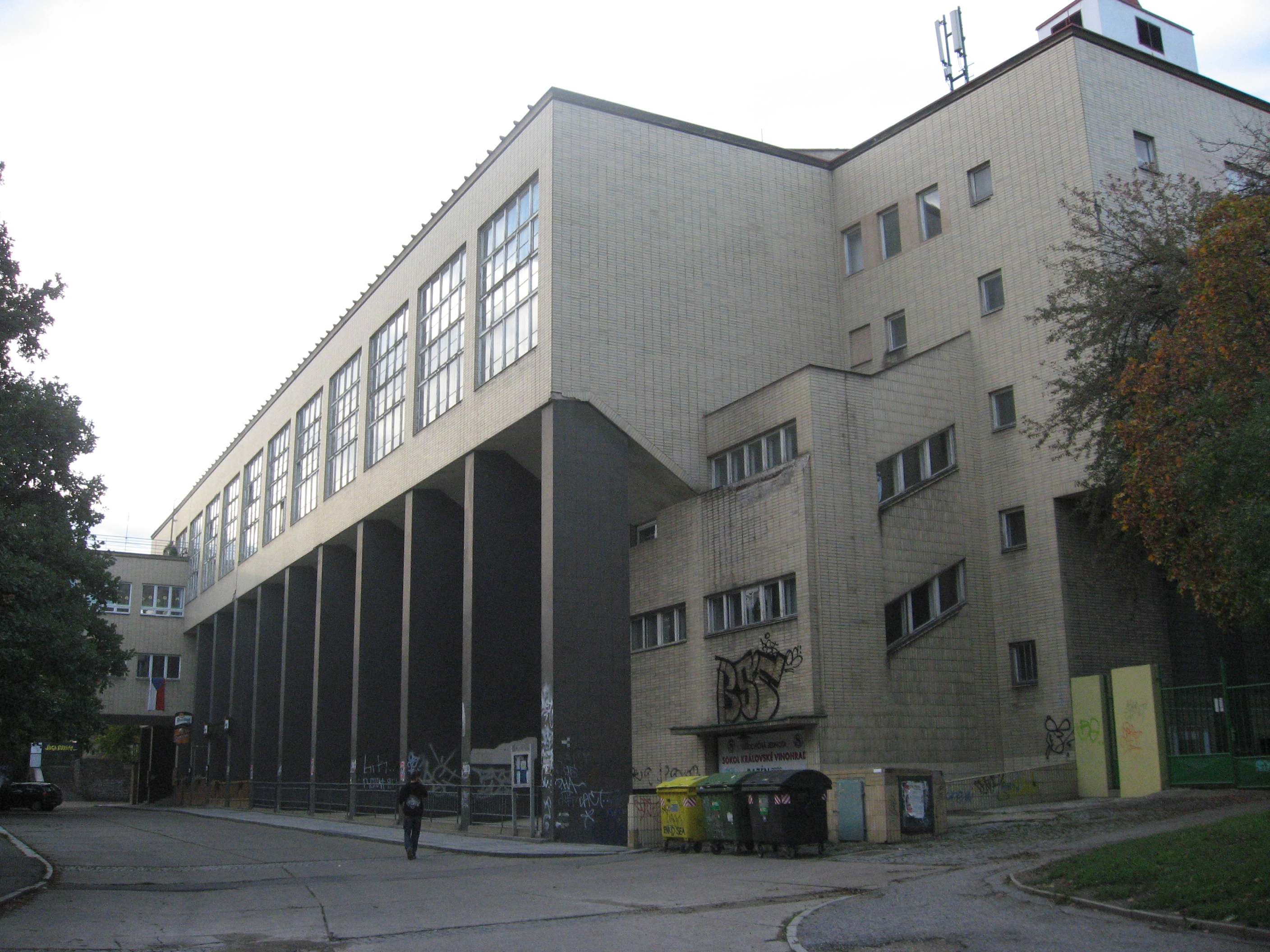
Vinohradská sokolovna v Praze
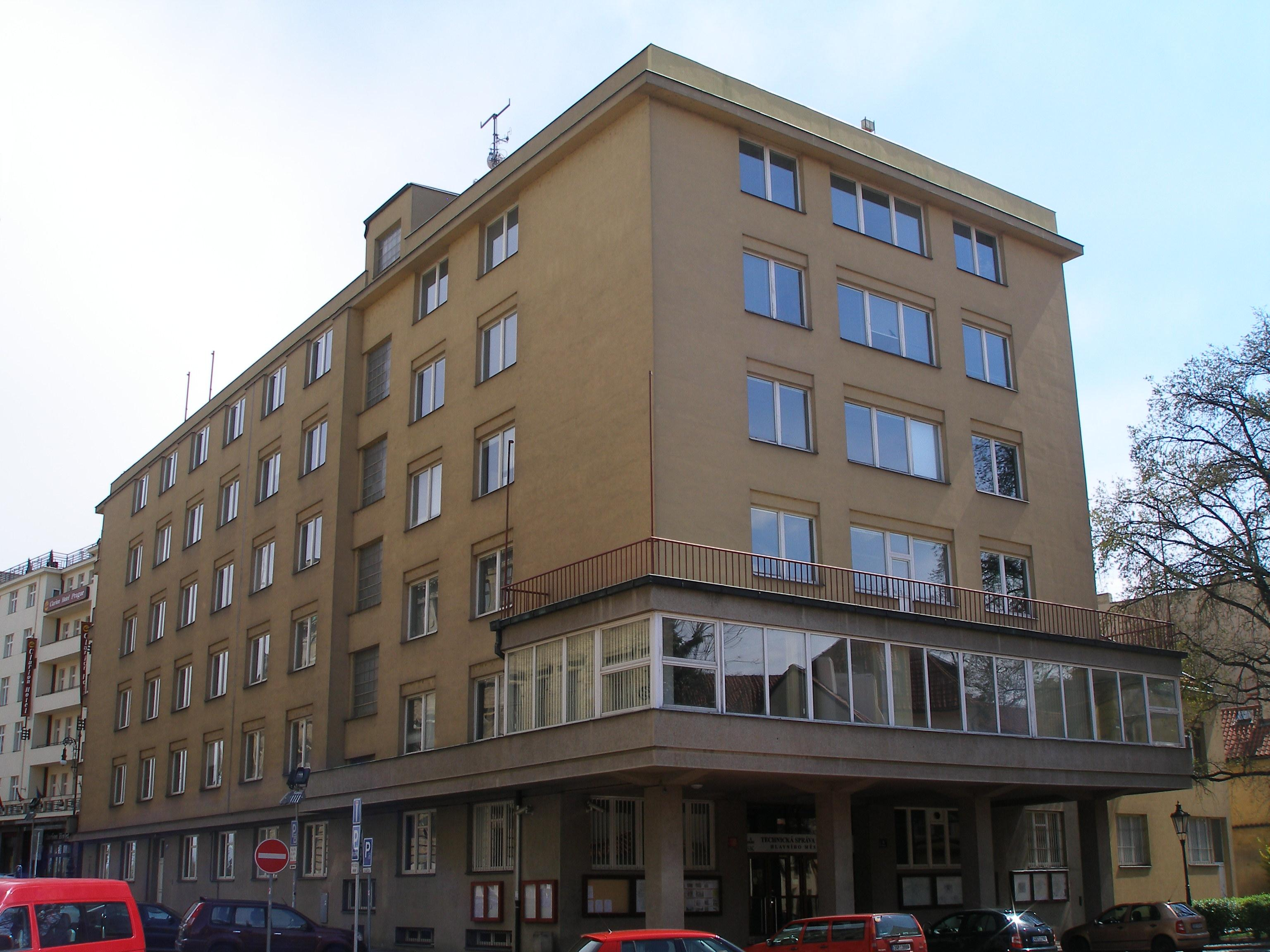
Kancelářská budova Řásnovka 770/8 v Praze
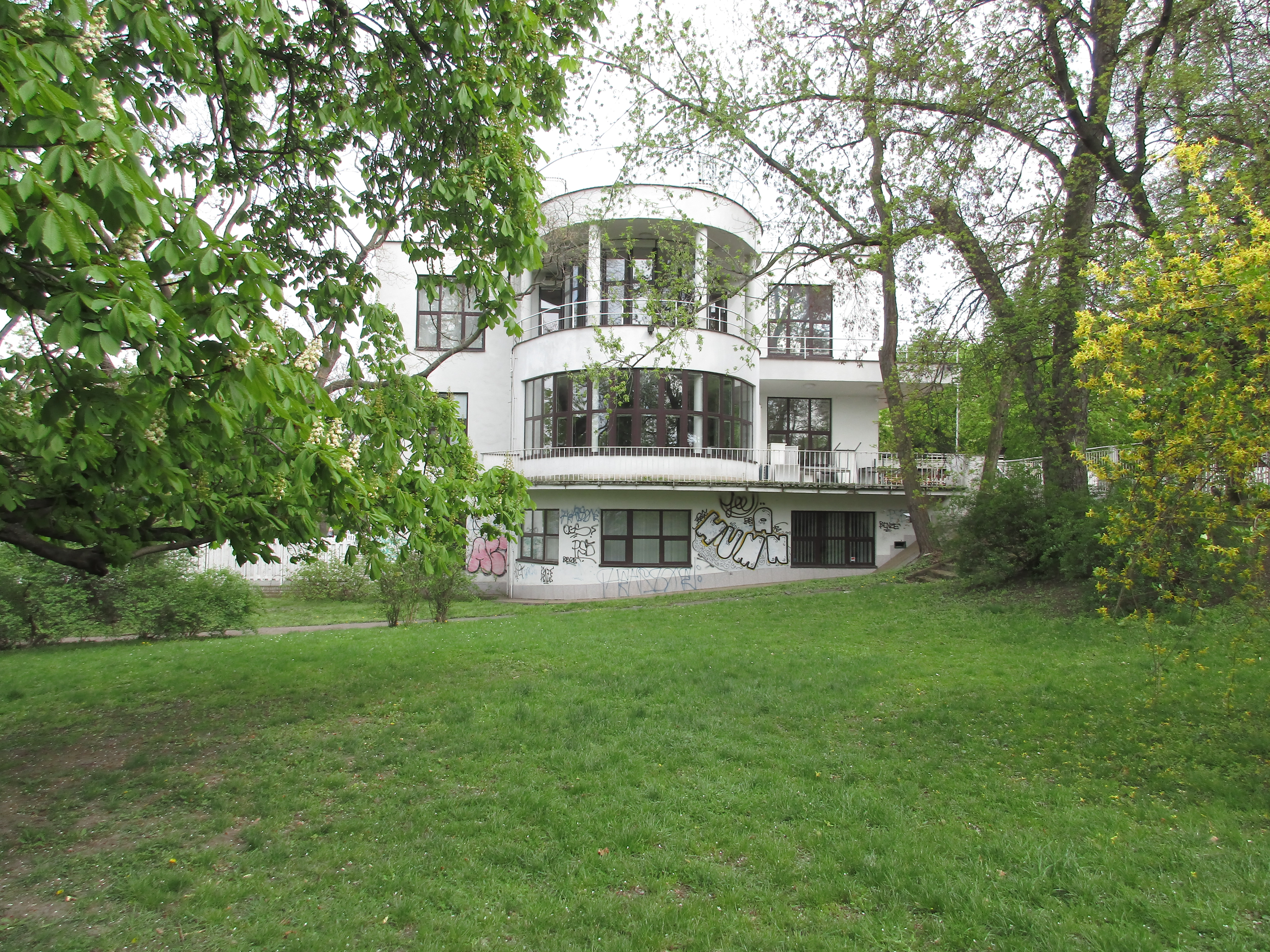
Šretrova restaurace, Riegrovy sady v Praze